# Tonezza del Cimone
Tonezza del Cimone là một đô thị tại tỉnh Vicenza ở vùng Veneto, Ý.
Đô thị này có diện tích 14 km2, dân số là 620 người (thời điểm)